# Новомихайловка (Ореховский район)
Новомихайловка (укр. Новомихайлівка) — село,
Счастливский сельский совет,
Ореховский район,
Запорожская область,
Украина.
Код КОАТУУ — 2323987903. Население по переписи 2001 года составляло 15 человек.

## Географическое положение
Село Новомихайловка находится на расстоянии в 2 км от посёлка Калиновка.

## История
- 1886 год — дата основания.
- На 2018 год село не существует,  жителей нет.
- Бывшее название Карасери